# Гробба, Фриц
Фриц Конрад Фердинанд Гробба (18 июля 1886 — 2 сентября 1973) — немецкий дипломат в межвоенный период и во время Второй мировой войны. Способствовал установлению контактов между руководством Третьего рейха и политическими лидерами в мусульманских странах.

## Молодость
Родился в Гарце на Одере в провинции Бранденбург, Германия, в семье детского воспитателя. Учился в начальной и средней школе в Гарце. Затем изучал право, экономику и восточные языки в Берлинском университете. В 1913 году получил степень доктора права. Некоторое время работал в немецком консульстве в Иерусалиме (в то время Палестина была частью Османской империи).

## Первая Мировая Война
Во время Первой мировой войны лейтенант Гробба служил в прусской армии, воевал во Франции и в составе Азиатского корпуса на Ближневосточном фронте.

## Межвоенный период
В сентябре 1922 года Гробба поступил на работу в юридический отдел МИДа Веймарской республики. В январе 1923 года его перевели в Отдел 3, отвечающий за Ближний Восток. В октябре 1923 года, когда между Веймарской Германией и эмиратом Афганистан были установлены дипломатические отношения, Гробба был назначен представителем Германии в Кабуле в ранге консула. В 1925 году, когда правительство эмира Амануллы-хана обвинило его в попытке помочь немецкому географу бежать из Афганистана вскоре после того, как тот застрелил афганского подданного недалеко от Кабула, между Германией и Афганистаном возник дипломатический кризис из-за роли Гроббы, который категорически отрицал своё участие.
В апреле 1926 года Гробба был отозван в Берлин. С 1926 по 1932 год снова служил в Отделе 3, где возглавлял подразделение, отвечавшее за Иран, Афганистан и Британскую Индию.

### Посол в Ираке и Саудовской Аравии
С октября 1932 года назначен послом Германии в королевстве Ирак. Гробба мог говорить и по-турецки, и по-арабски, активно интересовался арабским национализмом как возможным инструментом для вытеснения британцев с Ближнего Востока. Гробба купил принадлежащую христианам газету «Арабский мир» (аль-Алам аль-Араби). Также он издал арабскую версию «Майн кампф». Вскоре при его содействии «Радио Берлин» начало вещание на арабском языке.
После смерти короля Фейсала I 8 сентября 1933 года Гробба убедил короля Гази отправить группу иракских офицеров в Германию для участия в военных учениях. Германия произвела на офицеров сильное впечатление.
Гробба также убедил Гази разрешить Германии отправить 50 немецких офицеров в Ирак для участия в военных учениях. В отличие от иракцев, немцы не вернулись домой, а надолго остались в Ираке.
Гробба с энтузиазмом поддерживал «антиимпериалистическую» группу иракских офицеров «Круг семи». Четверо её ведущих офицеров получили прозвище «Золотой квадрат». Они имели серьёзное влияние, поскольку сменявшие друг друга иракские правительства искали поддержки военных для своего выживания. Заметив их интерес в поддержке со стороны Германии, Гробба активно поддержал эту инициативу.
В 1938 году арабы атаковали и подожгли главный британский трубопровод в Ираке. Когда в прессу просочились сведения о связи Гроббы с нападением, он был вынужден бежать ко двору короля Саудовской Аравии ибн Сауда, который с 1937 года был в ссоре с британцами, а в 1939 году его эмиссар, как сообщалось, хотел закупить оружие в Германии. С ноября 1938 года по сентябрь 1939 года Гробба также был послом Германии в королевстве Саудовская Аравия.

## Начало Второй мировой войны
После нападения Германии на Польшу, королевство Ирак, находившееся под британским влиянием, депортировало немецких чиновников и разорвало дипломатические отношения с Германией. Однако премьер-министр Нури Саид решил, что Ирак не будет объявлять войну Германии, несмотря на то, что статья 4 англо-иракского договора от 1930 года гласила: «Если … любая из Высоких Договаривающихся Сторон вступит в войну, другая Высокая Договаривающаяся Сторона … немедленно придёт ей на помощь в качестве союзника». Помимо отказа объявлять войну, Саид также объявил, что иракские вооружённые силы не будут использоваться за пределами Ирака.
31 марта 1940 года Рашид Али сменил Саида на посту премьер-министра. 10 июня, когда фашистская Италия вступила в войну на стороне Германии против Франции и Великобритании, иракское правительство под руководством Али не разорвало дипломатических отношений с Италией. Это нарушило статью 4 англо-иракского договора. 3 февраля 1941 года, после большой напряжённости и призывов к смещению Рашида Али, на посту премьер-министра его сменил Таха аль-Хашими, кандидат приемлемый для Али и членов «Золотого квадрата».
С октября 1939 года по май 1941 года Гробба служил в министерстве иностранных дел Германии в Берлине.

## Иракский переворот
1 апреля 1941 года Рашид Али и члены «Золотого квадрата» возглавили государственный переворот в Ираке. В период, предшествовавший государственному перевороту, сторонники Рашида Али были проинформированы о том, что Германия готова признать независимость Ирака от Британской империи. Также шли переговоры об отправке оружия и средств для поддержки антибританских фракций в Ираке и других арабских странах.

## Война в Ираке
2 мая 1941 года, после большой напряженности между правительством Рашида Али и британцами, силы британских ВВС, осаждённые на базе Хаббания под командованием вице-маршала авиации Х. Г. Смарта нанесли упреждающие воздушные удары по иракским силам на всей территории Ирака, и началась англо-иракская война. 3 мая министр иностранных дел Германии Иоахим фон Риббентроп убедил Гитлера тайно вернуть Фрица Гроббу в Ирак, чтобы он возглавил дипломатическую миссию для оказания поддержки режиму Рашида Али. Гробба должен был вернуться под псевдонимом «Франц Герке». Миссия Гробба должна была быть отправлена в Ирак вместе с военной миссией под командованием Верховного командования вооруженных сил. В состав военной миссии входили члены подразделения Бранденбург-800 и подразделения Люфтваффе. Возглавлял группировку генерал Хельмут Фельми.
6 мая полковник Люфтваффе Вернер Юнк получил в Берлине указание направить небольшой отряд самолётов в Ирак. Находясь под тактическим руководством Юнка, силы должны были находиться под общим руководством генерал-лейтенанта Ганса Йешоннека и должны были быть известны как «Флигерфюрер Ирак». Самолёты должны были иметь иракские опознавательные знаки и действовать с авиабазы в Мосуле, примерно в 240 милях к северу от Багдада .
Также 6 мая Гробба и его миссия вылетели из Фоджи на Родос на двух бомбардировщиках Heinkel 111, которые получили название «Курьерская эскадрилья фюрера». Миссию сопровождали два истребителя Messerschmitt 110 . 9 мая они достигли Алеппо в контролируемой режимом Виши Сирии. 10 мая миссия прибыла в Мосул, и после контакта с иракским правительством Гробба получил указание прибыть в Багдад как можно скорее. 11 мая они достигли Багдада.
16 мая Гробба встретился в Багдаде с полковником Юнком, Рашидом Али, генералом Амином Заки, полковником Нур эд-Дином Махмудом и Махмудом Салманом. Группа согласовала ряд приоритетных целей для авиагруппировки. Первоочередной задачей было не допустить, чтобы британская летающая колонна Кингкол освободила базу Королевских ВВС «Хаббания». Вторым приоритетом для иракских сухопутных войск было взятие базы Хаббания при поддержке с воздуха «Флигерфюрер Ирак». Главная цель состояла в том, чтобы подкрепить дух иракской армии, которая опасалась бомбардировок британской авиации.
В конце концов, группа «Флигерфюрер Ирак» не смогла нанести удар, предусмотренный немцами, база Хаббания не была взята иракскими сухопутными войсками. Воздушные и наземные силы на осажденной авиабазе отбросили иракцев до прибытия группы Кингкол. К 22 мая сухопутные войска Великобритании и Содружества, наступавшие из Хаббании, взяли и навсегда удержали Фаллуджу. Затем они начали наступление на Багдад.
28 мая Гробба отправил из Багдада паническое сообщение о том, что британцы приблизились к городу с более чем 100 танками. К тому времени у Юнка не было исправных истребителей Messerschmitt 110 и осталось только два бомбардировщика Heinkel 111 с четырьмя бомбами. Поздно вечером 29 мая Рашид Али, несколько его ключевых сторонников и немецкая военная миссия бежали под покровом темноты. 30 мая Гробба бежал из Багдада.
Путь Гроббы лежал через Мосул, а затем через Сирию, удерживаемую французами Виши. Для преследования и захвата Гроббы была создана Британская летающая колонна под командованием майора Р.Е.С. Гуча по прозвищу Гокол. Для этого «Гокол» сначала направился в Мосул и прибыл туда 3 июня. Затем колонна двинулась на запад и незаконно вторглась на территорию, находящуюся под суверенитетом Франции, незадолго до начала сирийско-ливанской кампании. В течение недели после 7 июня Гоколь предпринимал попытки захватить Гроббу. Колонна вошла в Камышли в Сирии, но обнаружила, что Гробба уже покинул ту местность. В конце концов, Гокол не смог выполнить задание, так как Гробба сумел бежать в оккупированную немцами Европу.

## Более поздняя жизнь
В феврале 1942 года Гробба был назначен полномочным представителем министерства иностранных дел в арабских государствах. Эа работа предусматривала связь между правительством Германии и арабскими эмигрантами в Берлине, такими как муфтий Мохаммад Амин аль-Хусейни. В декабре 1942 года Гробба был назначен членом парижского отделения Германской комиссии по архивам и занимал этот пост до своего краткого возвращения в министерство иностранных дел в апреле 1944 года.
В июне 1944 года Гробба официально уволился из министерства иностранных дел. Однако он продолжал работать там до конца года. В 1945 году Гробба некоторое время работал в экономическом отделе правительства Саксонии, в Дрездене.
В конце войны Гробба попал в плен и находился в советском плену до 1955 года.

## Воспоминания
В своих мемуарах 1957 года «Люди и власть на Востоке» Гробба охарактеризовал ближневосточную политику Германии в 1930-х годах как «упущенные возможности». Он считал, что Германия недостаточно воспользовалась враждебностью арабов по отношению как к Соединенному Королевству, так и к Франции. По словам Гроббы, неудача Германии на Ближнем Востоке напрямую связана с Гитлером; Гробба утверждал, что, поскольку Гитлера не интересовал Ближний Восток, он уступил итальянцам в продвижении их интересов в Средиземноморье в противовес британцам. 
Гробба также утверждал, что Гитлер не желал полностью уничтожить всю власть британцев. В конце концов, Гробба указал, что Гитлер никогда особо не желал оказывать поддержку арабской независимости и национальному самоопределению.

## Заметки
1. 1 2  Fritz Grobba // Munzinger Personen (нем.)
2. 1 2 3  Deutsche Nationalbibliothek Record #118697897 // Gemeinsame Normdatei (нем.) — 2012—2016.
3. ↑  Peter Grupp and Maria Keipert. Biographisches Handbuch des deutschen Auswärtigen Dienstes, 1871-1945. — F. Schöningh, 2005. — Vol. 2. — P. 102–103.
4. ↑  Podeh, p. 135
5. ↑  Tripp, p. 99
6. ↑  Lyman, p. 11
7. ↑  Time, 3 July 1939
8. 1 2  Nicosia, p. 190
9. ↑  Lukutz, p. 95
10. ↑  Playfair, p. 177
11. 1 2 3  Lyman, p. 63
12. ↑  Kurowski, pg. 131
13. 1 2  Kurowski, p.130
14. 1 2  Lyman, p. 64
15. 1 2  Lyman, p. 68
16. ↑  Lyman, p. 84
17. ↑  Lyman, p. 87